# Ariz (Marco de Canaveses)
Ariz é uma localidade portuguesa do Município de Marco de Canaveses que foi sede da extinta Freguesia de Ariz, freguesia que tinha 4,05 km² de área e 1 843 habitantes (2011),, e, por isso, uma densidade populacional de 455,1 hab/km².
A Freguesia de Ariz foi extinta pela reorganização administrativa de 2013, sendo o seu território integrado na Freguesia de Bem Viver.

## População
| População da freguesia de Ariz | População da freguesia de Ariz | População da freguesia de Ariz | População da freguesia de Ariz | População da freguesia de Ariz | População da freguesia de Ariz | População da freguesia de Ariz | População da freguesia de Ariz | População da freguesia de Ariz | População da freguesia de Ariz | População da freguesia de Ariz | População da freguesia de Ariz | População da freguesia de Ariz | População da freguesia de Ariz | População da freguesia de Ariz |
| ------------------------------ | ------------------------------ | ------------------------------ | ------------------------------ | ------------------------------ | ------------------------------ | ------------------------------ | ------------------------------ | ------------------------------ | ------------------------------ | ------------------------------ | ------------------------------ | ------------------------------ | ------------------------------ | ------------------------------ |
| 1864                           | 1878                           | 1890                           | 1900                           | 1911                           | 1920                           | 1930                           | 1940                           | 1950                           | 1960                           | 1970                           | 1981                           | 1991                           | 2001                           | 2011                           |
| 556                            | 617                            | 659                            | 711                            | 806                            | 797                            | 878                            | 1 022                          | 1 107                          | 1 193                          | 1 489                          | 1 497                          | 1 309                          | 1 772                          | 1 843                          |

| Distribuição da População por Grupos Etários | Distribuição da População por Grupos Etários | Distribuição da População por Grupos Etários | Distribuição da População por Grupos Etários | Distribuição da População por Grupos Etários | Distribuição da População por Grupos Etários | Distribuição da População por Grupos Etários | Distribuição da População por Grupos Etários | Distribuição da População por Grupos Etários | Distribuição da População por Grupos Etários |
| -------------------------------------------- | -------------------------------------------- | -------------------------------------------- | -------------------------------------------- | -------------------------------------------- | -------------------------------------------- | -------------------------------------------- | -------------------------------------------- | -------------------------------------------- | -------------------------------------------- |
| Ano                                          | 0-14 Anos                                    | 15-24 Anos                                   | 25-64 Anos                                   | > 65 Anos                                    |                                              | 0-14 Anos                                    | 15-24 Anos                                   | 25-64 Anos                                   | > 65 Anos                                    |
| 2001                                         | 405                                          | 259                                          | 880                                          | 228                                          |                                              | 22,9%                                        | 14,6%                                        | 49,7%                                        | 12,9%                                        |
| 2011                                         | 330                                          | 280                                          | 994                                          | 239                                          |                                              | 17,9%                                        | 15,2%                                        | 53,9%                                        | 13,0%                                        |

## Património
- Igreja de São Martinho (Matriz)

## Personalidades ilustres
- Visconde de Ariz e Conde de Ariz
- Maria Amélia de Jesus "Euromilionária" [5]